# Гартс (Західна Вірджинія)
Гартс (англ. Harts) — переписна місцевість (CDP) в США, в окрузі Лінкольн штату Західна Вірджинія. Населення — 573 особи (2020).

## Географія
Гартс розташований за координатами 38°2′49″ пн. ш. 82°7′46″ зх. д. / 38.04694° пн. ш. 82.12944° зх. д. (38.046933, -82.129525).  За даними Бюро перепису населення США в 2010 році переписна місцевість мала площу 24,12 км², з яких 23,78 км² — суходіл та 0,35 км² — водойми.

## Демографія
Згідно з переписом 2010 року, у переписній місцевості мешкало 656 осіб у 262 домогосподарствах у складі 201 родини. Густота населення становила 27 осіб/км².  Було 301 помешкання (12/км²).
Расовий склад населення:
| - 99,2 % — білих - 0,2 % — азіатів |

До двох чи більше рас належало 0,6 %. Частка іспаномовних становила 0,8 % від усіх жителів.
За віковим діапазоном населення розподілялося таким чином: 22,0 % — особи молодші 18 років, 63,1 % — особи у віці 18—64 років, 14,9 % — особи у віці 65 років та старші. Медіана віку мешканця становила 39,9 року. На 100 осіб жіночої статі у переписній місцевості припадало 98,2 чоловіків;  на 100 жінок у віці від 18 років та старших — 96,2 чоловіків також старших 18 років.
За межею бідності перебувало 36,0 % осіб, у тому числі 75,3 % дітей у віці до 18 років та 0,0 % осіб у віці 65 років та старших.
Цивільне працевлаштоване населення становило 182 особи. Основні галузі зайнятості: освіта, охорона здоров'я та соціальна допомога — 32,4 %, сільське господарство, лісництво, риболовля — 24,2 %, транспорт — 9,9 %, публічна адміністрація — 9,3 %.